# Es wolle Gott uns gnädig sein

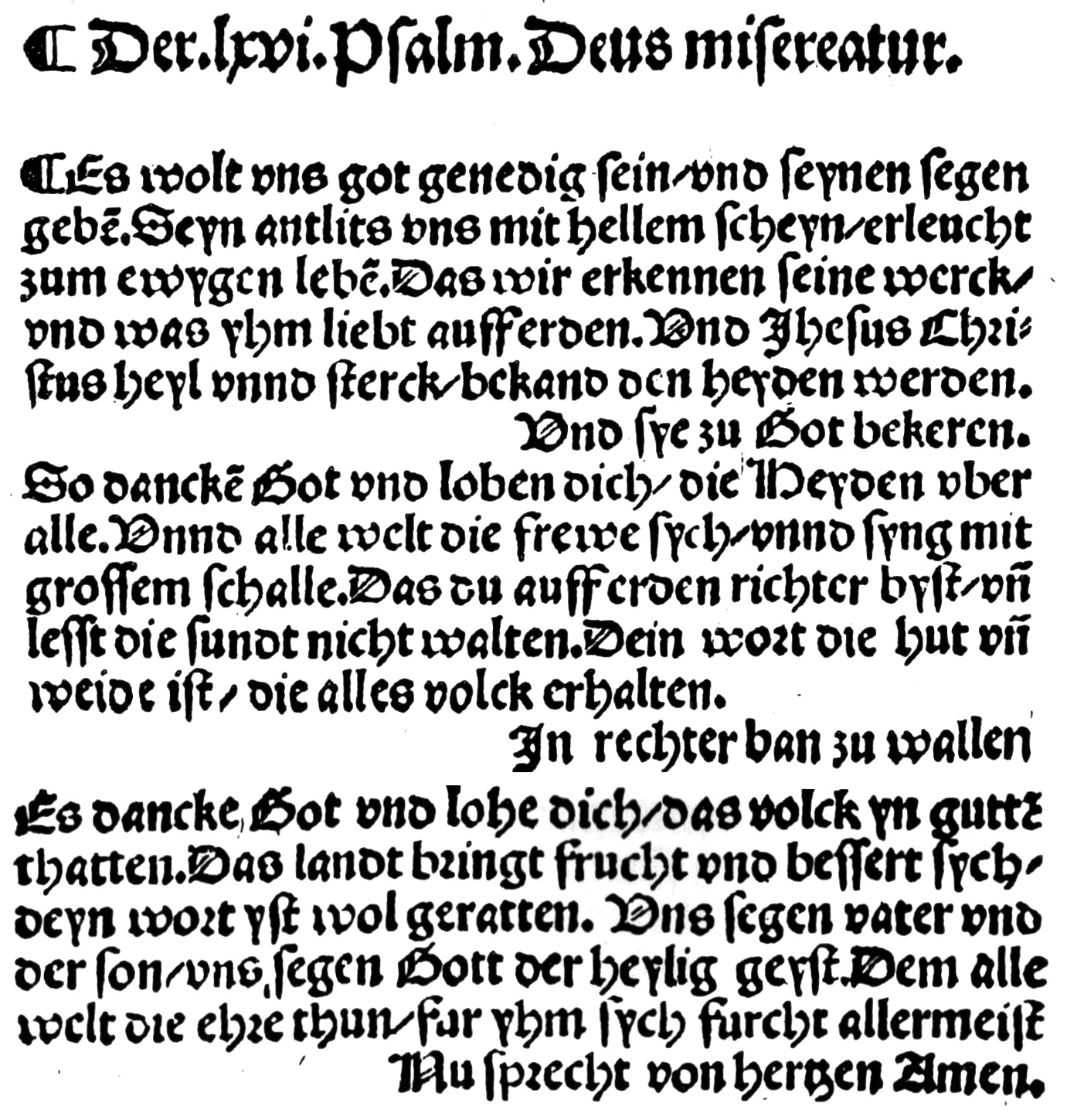
Text im Erfurter Enchiridion, 1524

Es wolle Gott uns gnädig sein (Original Es wolt uns got genedig sein, auch Es wollt uns Gott genädig sein) ist ein Kirchenlied, dessen Text Martin Luther nach Psalm 67 verfasste. Es erschien 1524 erstmals gedruckt und ist im Evangelischen Gesangbuch Nr. 280, im Evangelisch-Lutherischen Kirchengesangbuch² der SELK Nr 294.

## Geschichte
Nachdem Martin Luther 1522 die Psalmen in die deutsche Sprache übertragen hatte, entstand bei ihm die Idee, den Inhalt auch in singbarer Form als Strophenlieder wiederzugeben. Ende 1523 äußerte er diesen Gedanken in einem Brief an Georg Spalatin. Es wolle Gott uns gnädig sein veröffentlichte erstmals Paul Speratus 1523 in Ein weyse Christliche Messe zu halten und zum Tisch Gottis zu gehen, der Übersetzung von Luthers Formula Missae, als Schusslied des Gottesdienstes. Im folgenden Jahr erschien das Lied im  Erfurter Enchiridion.
Das Lied verbreitete sich schnell als Einblattdruck (Flugblatt), teilweise auch mit Melodie, und wurde zu einer Hymnen der Reformation. So sang am Johannistag (24. Juni) 1524 in Magdeburg ein alter Tuchmacher die Lieder Es wolt Got uns genedig sein und Aus tiefer Not schrei ich zu dir und verteilte sie als Einblattdruck. Der alte Mann wurde daraufhin bestraft.

## Text
| Liedtext (EG-Fassung) | Psalm 67 (Luther 1984) |
| Es wolle Gott uns gnädig sein und seinen Segen geben, sein Antlitz uns mit hellem Schein erleucht zum ewgen Leben, dass wir erkennen seine Werk und was ihm lieb auf Erden, und Jesus Christus, Heil und Stärk, bekannt den Heiden werden und sie zu Gott bekehren. So danken, Gott, und loben dich die Heiden überalle, und alle Welt, die freue sich und sing mit großem Schalle, dass du auf Erden Richter bist und lässt die Sünd nicht walten; dein Wort die Hut und Weide ist, die alles Volk erhalten, in rechter Bahn zu wallen. Es danke, Gott, und lobe dich das Volk in guten Taten; das Land bringt Frucht und bessert sich, dein Wort ist wohlgeraten. Uns segne Vater und der Sohn, uns segne Gott der Heilig Geist, dem alle Welt die Ehre tu, vor ihm sich fürchte allermeist. Nun sprecht von Herzen: Amen. | Gott sei uns gnädig und segne uns, er lasse uns sein Antlitz leuchten, dass man auf Erden erkenne seinen Weg, unter allen Heiden sein Heil. Es danken dir, Gott, die Völker, es danken dir alle Völker. Die Völker freuen sich und jauchzen, dass du die Menschen recht richtest und regierst die Völker auf Erden. Es danken dir, Gott, die Völker, es danken dir alle Völker. Das Land gibt sein Gewächs; es segne uns Gott, unser Gott! Es segne uns Gott, und alle Welt fürchte ihn! |

## Melodie
Die Herkunft der phrygischen Melodie ist unklar. 
Eine ähnliche Weise wurde zwischen 1522 und 1524 von Ludwig Senfl als Musik aus dem 15. Jahrhundert gedruckt. 1524 wurde sie von Matthäus Greiter verwendet. In Johann Walters Geistlichem Gesangbüchlein von 1524 ist dem Text die Melodie Christ, unser Herr, zum Jordan kam zugewiesen.
Heinrich Schütz, Johann Sebastian Bach, Gustav Mahler und zahlreiche weitere Komponisten schufen Choralbearbeitungen zu diesem Lied.